# How to Touch a Girl
How to Touch a Girl este cel de-al doilea single extras de pe albumul The High Road al interpretei de origine americană JoJo.
Cântecul a beneficiat de un videoclip și de o campanie de promovare, iar cântecul a devenit unul dintre cele mai mari succese ale lui JoJo în clasamentul Bubbling Under Hot 100 Singles, câștigând poziția cu numărul patru.
Videoclipul, regizat de Syndrome și filmat în iulie 2006, a avut premiera la MTV's TRL pe 7 decembrie 2006 și la BET's 106 & Park pe 16 ianuarie 2007.[5] Videoclipul arată clipuri cu JoJo stând într-o cameră plină cu discuri de vinil vechi, stând pe o scară și cântând pe un acoperiș din Los Angeles la apus. Sunt și scene în care se află în apartament într-o rochie verde; efectele speciale vă permit să vedeți JoJo de mai multe ori în aceeași fotografie. Există, de asemenea, un complot despre un cuplu tânăr la o întâlnire. La sfârșitul videoclipului, un băiat interpretat de Cody Longo, aparent iubitul ei, o întâlnește pe JoJo în camera ei cu albume și cei doi se îmbrățișează.

## Track listing
U.S. promo CD single
1. "How to Touch a Girl" (Radio Edit) – 4:02
2. "How to Touch a Girl" (Instrumental) – 4:30
3. "How to Touch a Girl" (Call Out Hook) – 0:42

## Clasamente
| Clasament (2006-2007)                       | Poziție |
| ------------------------------------------- | ------- |
| US Billboard Bubbling Under Hot 100 Singles | 4       |